# Берег Харитона Лаптева
Берег Харитона Лаптева — морское побережье центральной части полуострова Таймыр от пролива Ленинградцев на западе до п-ова Заря на востоке. Омывается Карским морем, в том числе заливом Ленинградцев и заливом Миддендорфа. Протяжённость с юга-запада на северо-восток свыше 250 км.
Берег назван в честь своего первооткрывателя, русского полярного исследователя, руководителя Великой Северной экспедиции 1739—1743 гг. Харитона Прокофьевича Лаптева.
Административно подчиняется Красноярскому краю. Из-за крайне сурового климата и бедной тундровой флоры берег практически необитаем. В его центральной части находится полярная станция «Мыс Стерлегова». Иных круглогодичных населённых пунктов нет.
Берег достаточно пологий, но отличается сильно изрезанной береговой линией, включает в себя крупные бухты: Михайлова, Неожиданностей, Воскресенского и Ломоносова. От Берега отходит также крупный полуостров Михайлова.
Вдоль Берега, в непосредственной его близи расположено большое количество островов, включая (с запада на восток):
- остров Колосовых
- остров Соревнования
- остров Маркгам
- остров Североморцев
- острова Тилло
- острова Каминского
- острова Мячина
- острова Баклунда
- острова Яржинского
- остров Рыкачева
- остров Вильда

В Карское море в районе Берега Харитона Лаптева впадает большое число рек, включая такую крупную, как Ленивая и более мелкие, такие как (с запада на восток) Широкая, Диоритовая, Гусиная, Тревожная, Гранатовая, Атта, Каменная и Толевая.
Значительная часть Берега с 1993 г. входит в Большой Арктический заповедник.

## Топографические карты
- Лист карты S-45,46 берег Харитона Лаптева.  Масштаб: 1 : 1 000 000. Издание 1988 г.